# Tetsu Yano
Tetsu Yano (矢野徹, Yano Tetsu), né le 5 octobre 1923 à Matsuyama et mort le 13 octobre 2004, est un écrivain japonais, auteur et traducteur de romans de science-fiction. Il est le membre fondateur de la Science Fiction and Fantasy Writers of Japan.

## Biographie
Tetsu Yano est né le 5 octobre 1923 à Matsuyama, préfecture d'Ehime. Il a passé ses jours d'enfant à Kobe. Yano est entré à l'Université Chūō y a étudié pendant trois ans. Puis il a été enrôlé dans l'armée japonaise.
Après la fin de la Guerre du Pacifique, il s'intéresse beaucoup aux romans américains de science fiction. Yano a obtenu des magazines et des livres d'occasion de science-fiction que des soldats américains avaient apporté au Japon. Il a commencé la traduction de ces romans de science-fiction. En outre, il a écrit des romans de science-fiction.
Ainsi, Yano a fondé le SFWJ avec Masami Fukushima et les autres personnes liées à la science-fiction en 1963. Il était un membre du SFWJ. Yano était aussi un président du SFWJ (1978-1979)
Yano a traduit de nombreuses romans de science-fiction et mystères anglais en japonais. Ils sont des romans de Theodore Sturgeon, Robert A. Heinlein, Edmond Hamilton, Frank Herbert et Olaf Stapledon etc.
Yano est mort le 13 octobre 2004. Le SFWJ a décerné le prix spécial du grand prix Nihon SF en 2004 pour ses contributions à la science-fiction japonaise.

## Œuvres

### Romans
- Chikyū zero nen (地球0年) 1969 Rippu shobo
- Kamui no Ken (カムイの剣) 1970, Rippu shobo
- Shinsekai yūgekitai (新世界遊撃隊) 1972 Tsuru shobo seikosha
- Orgami uchūsen no densetsu (折紙宇宙船の伝説) 1978 Hayakawa shobo
- Karasu no umi (カラスの海) 1977 Kadokawa shoten
- 442 rentai sentōdan (442連隊戦闘団) 1979 Kadokawa shoten
- Jisatsu sensuikan totsugeki seyo (自殺潜水艦突撃せよ) 1980 Kadokawa shoten
- Akumu no senjō (悪夢の戦場) 1982 Hayakawa shobo
- Kōtei heika no senjō (皇帝陛下の戦場) 1983 Kadokawa shoten
- Telepath-gari no wakusei (テレパス狩りの惑星) 1992 Hayakkkaaawa shobo
- Sōgen wo yuku hansen (草原をゆく帆船) 1993Hayakawa shobo
- Sabaku no time-machine (砂漠のタイムマシン) 1993 Hayakawa shobo

## Traduction
- Tenkai no ō (Les Rois des étoiles) par Edmond Hamilton
- Uchū no senshi (Étoiles, garde-à-vous !) par Robert a. Heinlein
- Akutoku nanka kowakunai (Le Ravin des ténèbres) par Robert A. Heinlein
- Dune (Dune) par Frank Herbert

etc.